# Okada Yukiko
Okada Yukiko (岡田 有希子 Cương Điền Hữu Hy Tử, 22 tháng 8 năm 1967 – 8 tháng 4 năm 1986) là một ca sĩ nhạc pop Nhật Bản và người chiến thắng của cuộc thi tài năng, Star Tanjō! ở Tokyo, Nhật Bản.

## Thiếu thời
Okada sinh ngày 22 tháng 8 năm 1967 có tên hồi nhỏ là Satō Kayo (佐藤 佳代 Tá Đằng Giai Đại), con gái thứ hai của gia đình Satō. Gia đình về sau chuyển đến sống ở Nagoya. Tại trường tiểu học, Okada rất thích đọc, đặc biệt là manga và còn là một nghệ sĩ tài năng. Ở trường trung học cơ sở, Okada muốn trở thành một ca sĩ và từng trải qua tất cả các buổi thử giọng, hay làm bất cứ việc gì từ hãng sản xuất chính cho đến nhà tuyển dụng tài năng nhỏ nhất, với hy vọng trở thành một ngôi sao. Cô đã bị từ chối nhiều lần cho mãi tới lúc được chấp nhận vào một chương trình truyền hình tài năng Star Tanjō! trên Nippon Television – tương tự như Star Search – mà cô giành chiến thắng vào tháng 3 năm 1983.

## Sự nghiệp
Ngày 21 tháng 4 năm 1984, Okada phát hành đĩa đơn đầu tiên mang tên "First Date". Cô được biết đến với tên gọi là "Yukko", đó là một từ viết tắt phổ biến cho cái tên "Yukiko" trong tiếng Nhật. Năm đó, Okada giành giải Rookie of the Year (tân binh của năm) và đã được trao giải Japan Record Awards Grand Prix Best New Artist Award lần thứ 26 cho đĩa đơn thứ ba của cô là "-Dreaming Girl- Koi, Hajimemashite". Okada còn đóng vai chính trong bộ phim truyền hình đầu tiên Kinjirareta Mariko vào năm 1985. Đĩa đơn năm 1986 "Kuchibiru Network" của cô được viết bởi Matsuda Seiko và sáng tác bởi Sakamoto Ryuichi, đạt số một trên bảng xếp hạng đĩa đơn hàng tuần của Oricon ngày 10 tháng 2 năm 1986.

## Cái chết
Okada tìm đến cái chết khi vừa 18 tuổi, cô nhảy từ cửa sổ văn phòng hãng ghi âm trên tầng 7 thuộc một cao ốc chọc trời ở Tokyo xuống vào khoảng 10 giờ ngày 8 tháng 4 năm 1986, người quản lý của tòa nhà Sun Music đã tìm thấy Okada sau một nỗ lực cứu sống cô. Hai giờ sau, nữ ca sĩ đã qua đời do tự tử. Nguyên nhân tự tử đến nay vẫn chưa rõ. Cái chết của cô đã gây ra nhiều vụ tự tử bắt chước ở Nhật đến nỗi phát sinh ra từ mới gọi là "Hội chứng Yukiko".

## Danh sách đĩa nhạc

### Đĩa đơn
- "First Date" (1984) Glico's Cafe Jelly jingle
- "Little Princess" (1984)
- "Dreaming Girl-Koi, Hajimemashite" (1984) Glico's "Special Chocolate" jingle
- "Futari Dake no Ceremony" (1985) Toshiba's "Let's Chat" jingle
- "Summer Beach" (1985) Glico's Cafe Jelly jingle
- "Kanashii Yokan" (1985)
- "Love Fair" (1985) Glico's Cecil Chocolate jingle
- "Kuchibiru Network" (1986) Kanebo's lipstick commercial
- "Hana no Image" (1986) [released posthumously]
- "Believe in You" (strings version 2002) [released posthumously]

### Album
- Cinderella (シンデレラ?))
- Okurimono (贈りもの Gift?)
- Fairy
- Jyūgatsu no Ningyo (十月の人魚 October Mermaid?)
- Okurimono II (贈りものII Gift II?)
- Venus Tanjō (ヴィーナス誕生 Birth of Venus?)
- Okurimono III (贈りものIII Gift III?) (Heritage, released posthumously)
- All Songs Request (posthumous singles collection)